# Depresión tropical Diez (2007)
La depresión tropical Diez fue un breve ciclón tropical que recaló en tierra firme por la región de Mango de Florida en septiembre de 2007. El sistema se desarrolló en depresión subtropical el 21 de septiembre al noreste del golfo de México de la interacción de una onda tropical, la cola de un frente frío y un área de bajas presiones. En un primer momento, la circulación no estaba bien definida y la actividad tormentosa era intermitente, después de que la convección sobre el centro aumentara, el sistema alcanzó el estatus de depresión tropical. Avanzó en dirección noroeste, la depresión se acercó a tierra firme, cerca de Fort Walton Beach, fue al inicio del día 22 de septiembre, y poco después se disipó sobre el sureste de Alabama.
Inicialmente, se preveía que la depresión se moviera por tierra firme en forma de tormenta tropical menor, pero la amenaza de la depresión provocó que se declarara el estado de emergencia en Misisipi y Luisiana. Era el primer ciclón tropical que golpeaba Nueva Orleans desde el Huracán Katrina y la destructiva temporada de huracanes del 2005. El impacto global del ciclón fue menor y limitado en cuanto a las precipitaciones. Sin embargo, el sistema precursor produjo un tornado que hizo daño en Eustis (Florida), causando la destrucción de 20 casas y daños importantes a 30 más.

## Historia meteorológica
La depresión tropical Diez se formó de la compleja interacción entre un área de baja presión, una onda tropical que ya había desarrollado la tormenta tropical Ingrid y la cola de un frente frío. El 17 de septiembre el sistema presentaba una actividad tormentosa extendida sobre las Bahamas y la zona oeste del océano Atlántico. El sistema de baja presión en la atmósfera superior situado por encima de Mango de Florida aumentó la convección en esta área, y el 18 de septiembre el sistema comenzó a atravesar Florida.  Inicialmente las presiones de superficie estaban muy desorganizadas y se redujeron gradualmente por toda la región; finalmente, el 19 de septiembre se desarrolló un sistema de baja presión débil.

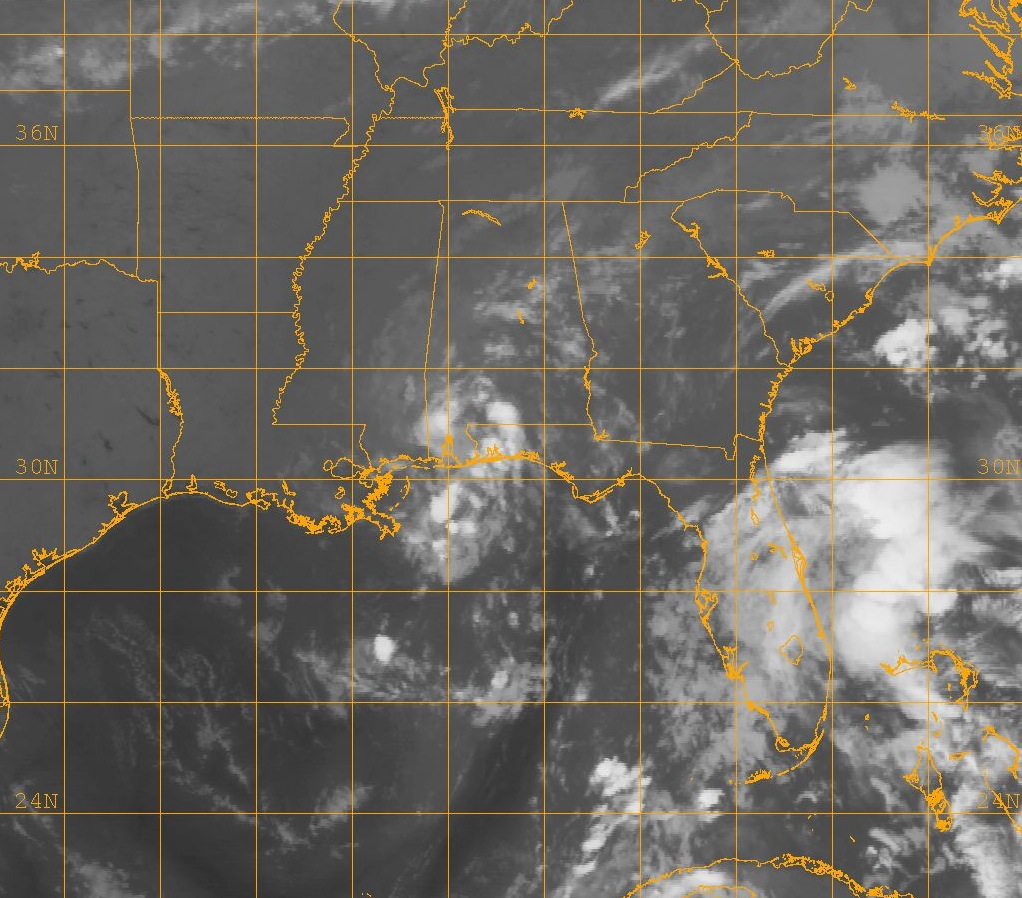
Depresión tropical Diez, en una fotografía tomada el 22 de septiembre de 2007.

El vuelo de reconocimiento aéreo para el sistema del 20 de septiembre informó de una baja bien definida y de fuertes ráfagas de viento turbonadas cuando el sistema avanzaba en dirección noreste por el golfo de México, con una actividad tormentosa limitada y desorganizada. Gradualmente, la convección empezó a organizarse mejor, con una banda de precipitación bien definida en su semicírculo oriental y una actividad tormentosa intermitente cerca del centro. A pesar de una estructura general irregular, con una circulación poco definida y un área de baja presión, el Centro Nacional de Huracanes emitió el primer aviso, de la depresión subtropical Diez, el 21 de septiembre a las 15:00 UTC, cuando se encontraba a 60 kilómetros (40 millas) del sur de la Isla de St. Vincent, Florida, e informaba del «potencial para desarrollarse al llegar a la línea de la costa». En los análisis posteriores, había sido clasificada tres horas antes como ciclón subtropical.
Con una zona de presiones medias en el noroeste, la depresión subtropical se consideraba que iría paralela a la costa del Golfo de Estados Unidos, que alcanzaría vientos de 75 km/h y que se movería tierra adentro a lo largo del sur de Misisipi. La convección cada vez era más definida y con un incremento modesto sobre el centro, seis horas después de su desarrollo el sistema se convirtió en una depresión tropical. El ciclón siguió avanzando en dirección noroeste, recalando cerca de Fort Walton Beach, Florida, con vientos de 55 km/hora a las 00:00 UTC del 22 de septiembre. La nube patrón se deterioraba cuanto más se adentraba hacia el interior, y tres horas después de estar en tierra firme el Centro Nacional de Huracanes emitió su último aviso consultivo de la depresión. Cuando la depresión llegó a Alabama, estaba cada vez más desorganizada, y el sistema se disipó como ciclón tropical en las primeras horas del 22 de septiembre. En dirección oeste-noroeste, su remanente continuó avanzando en forma de baja antes de desaparecer cerca de la frontera entre Luisiana y Texas al inicio del día 23 de septiembre.

## Preparación e impacto

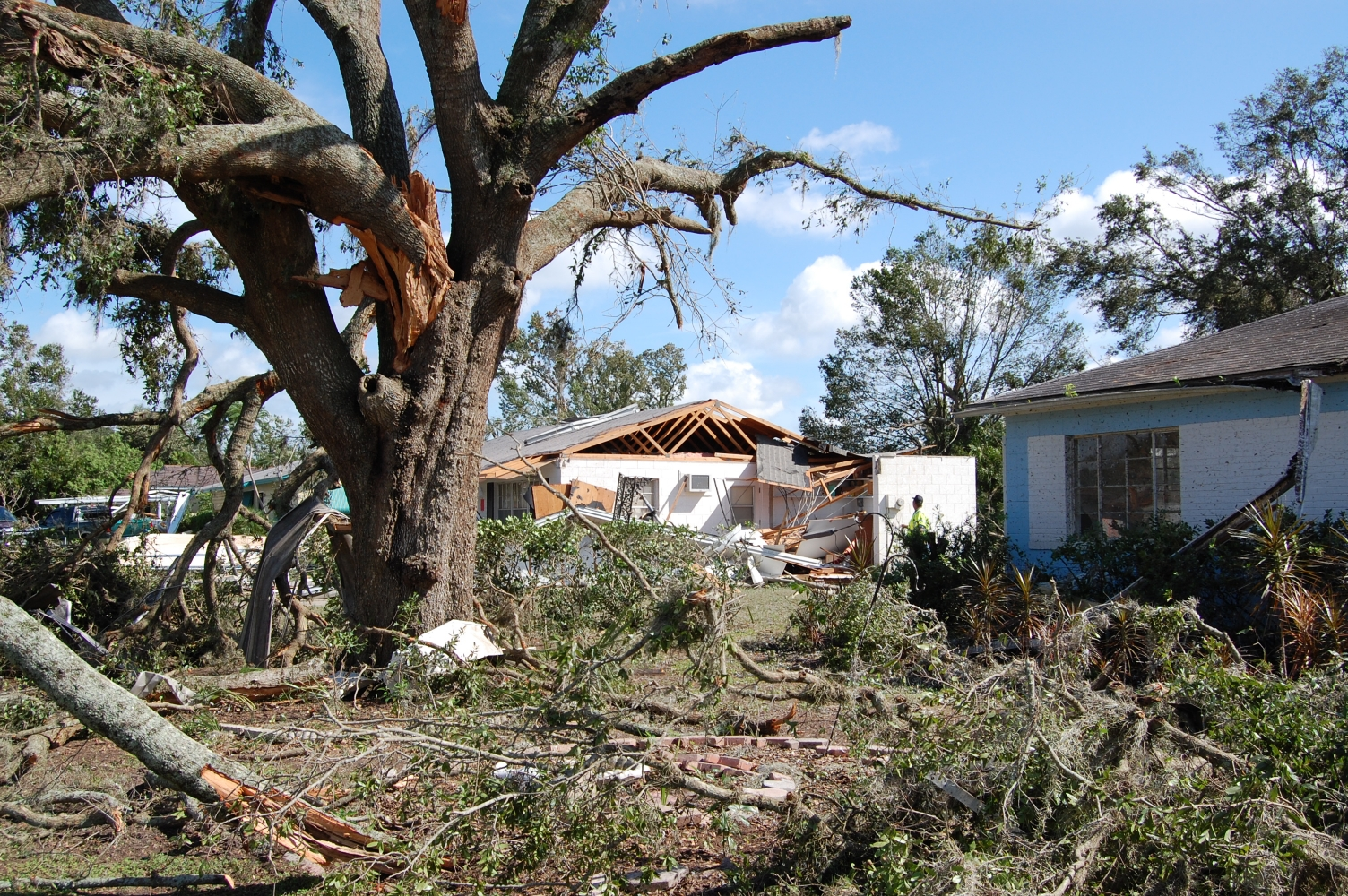
Daños provocados por un tornado EF1 en Eustis (Florida).

La combinación de la cizalladura del viento y la baja helicidad produjo una convección moderada cuando atravesó Florida Central asociado con el sistema precursor de bajas presiones. Al final del día 20 de septiembre, una supercélula se desarrolló cerca del lago Apopka, y avanzó rápidamente en dirección norte donde produjo un tornado de EF1 cerca de Eustis, el tornado hizo un trayecto de hasta 3 km aproximadamente y alcanzó vientos de hasta 160 km/hora. El tornado destruyó totalmente 20 casas, dañó 30 más, hirió a una persona, y dejó sin suministro eléctrico a 300 personas aproximadamente. Los destrozos totales se cuantificaron en 6,2 millones de dólares (2007 USD). Se reportaron también tornados en Marianna y Chipley. El precursor del sistema de baja presión también generó relámpagos que mataron a un hombre en el condado de Hendry, Florida.
Doce horas antes de la formación de la depresión, las bandas de precipitación exteriores empezaron a afectar algunas zonas de las costas de la región de Panhandle Florida. Coincidiendo con el primer aviso consultivo de la depresión, el Centro Nacional de Huracanes emitió un aviso de tormenta tropical desde el oeste de Apalachicola, Florida, hasta la desembocadura del río Mississipi. Poco después, un aviso interno de tormenta tropical advirtió en Pearl River, Walthall, el condado de Pike de Mississipi y la parroquia de Washington de Luisiana. Adicionalmente, el Servicio Nacional de Meteorología de Nueva Orleans advirtió del riesgo de inundaciones costeras en cuatro parroquias del sureste de Luisiana. En Misisipi, el gobernador Haley Barbour declaró el estado de emergencia. Los oficiales ordenaron una evacuación obligatoria a los residentes de áreas poco profundas y para las caravanas de los condados de Jackson, Harrison y Hancock. Los oficiales de Nueva Orleans habilitaron tres refugios de emergencia para los ciudadanos que aún vivían en 17 000 «tráilers FEMA» después del Huracán Katrina. Debido a la amenaza del ciclón, la gobernadora de Luisiana, Kathleen Blanco, declaró el estado de emergencia y puso en estado de reserva a la Guardia Nacional, junto a otros servicios de atención, en situaciones de desastres.
Se sucedieron olas de aproximadamente 1,5 metros y corrientes de resaca a lo largo de la costa oeste de Florida. Sin embargo, la erosión de las playas fue prácticamente inexistente. Las precipitaciones asociadas al sistema acumularon un máximo de hasta 185 mm en Hastings. En otras zonas como Albany, Georgia, se recogieron un total de 37,1 mm y hasta 13 mm en Dothan, Alabama. Las ráfagas de viento de la tormenta alcanzaron máximos de hasta 74 km/hora en Milton, Florida, que hizo caer algunos árboles en el condado de Escambia. Globalmente, los daños de la depresión fueron mínimos. La tormenta provocó una marejada ciclónica entre los 0,76 m y los 1,2 m a lo largo de Panhandle.
Antes de su desarrollo, algunas compañías de gasóleo y gas retenían trabajadores innecesarios en algunas plataformas de extracción de petróleo del norte del golfo de México, Shell Oil Company evacuó alrededor de 700 trabajadores, mientras que Noble Energy evacuó alrededor de 300 operarios activos de las dos torres petrolíferas. Por su parte, Exxon Mobil detuvo su producción de 1000 barriles de petróleo y 1500 m³. Con un 27,7% de la producción de petróleo crudo diario parado debido a la depresión, el precio del petróleo aumentó los días siguientes a niveles elevados y el 20 de septiembre registró un índice de 84 dólares el barril.

## Lista de Tornados
| Lista de tornados confirmados – Jueves, 20 de septiembre de 2007 | Lista de tornados confirmados – Jueves, 20 de septiembre de 2007 | Lista de tornados confirmados – Jueves, 20 de septiembre de 2007 | Lista de tornados confirmados – Jueves, 20 de septiembre de 2007 | Lista de tornados confirmados – Jueves, 20 de septiembre de 2007 | Lista de tornados confirmados – Jueves, 20 de septiembre de 2007 | Lista de tornados confirmados – Jueves, 20 de septiembre de 2007 |
| EF#                                                              | Localización                                                     | Condado                                                          | Coord.                                                           | Hora (UTC)                                                       | Trayecto                                                         | Daños |
| ---------------------------------------------------------------- | ---------------------------------------------------------------- | ---------------------------------------------------------------- | ---------------------------------------------------------------- | ---------------------------------------------------------------- | ---------------------------------------------------------------- | --- |
| Florida                                                          |                                                                  |                                                                  |                                                                  |                                                                  |                                                                  | |
| EF1                                                              | Área de Eustis                                                   | Lake                                                             | 28°50′N 81°41′O / 28.84, -81.68                                  | 02:57                                                            | 2,9 km                                                           | Breve aterraje que destruyó totalmente 20 casas, causó daños importantes a 30 casas más y daños menores a 81. Alrededor de 6,2 millones de dólares en daños.                                                                                   |
| EF1                                                              | O de Mayo                                                        | Lafayette                                                        | 30°03′N 83°15′O / 30.05, -83.25                                  | 04:20                                                            | 0,5 km                                                           | Breve aterraje; el tornado arrancó grandes robles y masas de runa de la carretera State Highway 53 y County Road 351. Causó 2000 dólares en daños.                                                                                             |
| Lista de tornados confirmados – Viernes, 21 de setiembre de 2007 |                                                                  |                                                                  |                                                                  |                                                                  |                                                                  | |
| Georgia                                                          |                                                                  |                                                                  |                                                                  |                                                                  |                                                                  | |
| EF0                                                              | ENE de Waresboro                                                 | Ware                                                             | 31°15′N 82°28′O / 31.25, -82.47                                  | 08:45                                                            | 1 km                                                             | Breve aterraje; causó daños a doce estructuras de carácter leve a moderado en techos y zócalos. Gran parte de los espacios dañados eren caravanas y dependencias. También hizo caer diversos árboles y torres de línea eléctrica.              |
| Alabama                                                          |                                                                  |                                                                  |                                                                  |                                                                  |                                                                  | |
| EF0                                                              | O de Blue Springs                                                | Barbour                                                          | 31°40′N 85°34′O / 31.66, -85.57                                  | 22:34                                                            | 0,6 km                                                           | Breve aterraje; el ayudante del sheriff comunicó un tornado cerca de la intersección entre la County Route 23 y la County Route 8 al sudeste de Clio. El ayudante observó levantamientos de runa, pero no se encontró ningún daño subsecuente. |
| Fuente: NCDC y Tornado database files                            |                                                                  |                                                                  |                                                                  |                                                                  |                                                                  | |